# Level 3 Communications
Level 3, gegründet 1985, war eine US-amerikanische Tochtergesellschaft von CenturyLink (jetzt Lumen Technologies) und Anbieter von Kommunikationsdienstleistungen mit Sitz in Broomfield, Colorado. Der Sitz der deutschen Tochtergesellschaft war Frankfurt am Main. Level 3 betrieb ein großes IP-Glasfasernetzwerk (Weitverkehrsnetz), mit einer Gesamtlänge von zirka 120.000 km (Stand 2007), welches von anderen Telekommunikationsunternehmen gemietet werden kann.
Das Unternehmen war ein sogenannter Tier-1-Carrier und betrieb mehrere Backbones und vier transatlantische Verbindungen von Europa nach Nordamerika. Das Unternehmen besaß ein weltweit homogenes Netzwerk, verwendete also an jedem Standort identische Ausrüstung.

## Geschichte

### 1985 bis 2010
1985 gründete das Bauunternehmen Peter Kiewit Sons’ Inc die Tochterfirma Kiewit Diversified Group für die Verwaltung der Unternehmensbereiche, die nicht mit dem Bau zusammenhingen. Diese Abteilung wurde im Jahr 1998 ausgegliedert und in Level 3 Communications umbenannt, um den verstärkten Fokus auf die Telekommunikationsdienstleistungen zu unterstreichen. Im gleichen Jahr wurde der Börsengang an der New Yorker Börse NASDAQ beendet.
Im Jahr 2003 wurde Genuity übernommen und zwischen 2005 und 2007 wurden weitere Unternehmen gekauft, unter anderem die vorherigen Konkurrenzunternehmen WilTel Communications, Broadwing Corporation, Looking Glass Networks, Progress Telecom und Telcove.
2004 übernahm Level 3 das Wholesale Dial-Up Geschäft von ICG Communications für 35 Millionen US-Dollar. 2006 übernahm Level 3 dann den Rest von ICG Communications für 163 Millionen US-Dollar inklusive des Glasfasernetzwerks von ICG und den US-amerikanischen landesweiten Points of Presence.

### 2010 bis heute
Am 11. April 2011 kündigte das Unternehmen sein Angebot für die Übernahme des Tier-1-Providers Global Crossing in einer Gesamtübernahme der Aktien an. Am 5. August 2011 stimmten die Aktionäre beider Unternehmen der Übernahme zu. Am 4. Oktober wurde die Übernahme abgeschlossen. Am 20. Oktober 2011 beendete Level 3 Communications die Aktienzusammenlegung und transferierte seine Notierung von der NASDAQ zum New York Stock Exchange.
Nach einem Bericht der Süddeutschen Zeitung ist das Unternehmen in internen Dokumenten des britischen Geheimdienstes aus dem Jahr 2009 als eine jener Telekomfirmen aufgeführt, die „den geheimen Diensten beim Ausspähen helfen oder helfen müssen“. Vorwürfen, wonach Level 3 innerhalb Deutschlands Daten zur Weitergabe an die amerikanische NSA abgegriffen habe, trat das Unternehmen im August 2013 mit der Aussage entgegen, Level 3 gewähre keiner nichtdeutschen Regierung Zugang zu ihrem Telekommunikationsnetz oder ihren Einrichtungen in Deutschland und habe solchen auch in der Vergangenheit nicht gewährt.
Am 1. November 2017 wurde Level 3 von CenturyLink übernommen.
Im September 2020 benannte sich Centurylink in Lumen Technologies um und im November 2023 wurde Lumen durch Colt Technology Services übernommen. 

## Unternehmen
Zu den Kunden gehörten 19 der 20 größten Telekommunikationsunternehmen. Neben Telekommunikationsleistungen bat Level 3 auch Colocation an.
Das Unternehmen betrieb in Deutschland fünf Großrechenzentren und Metro-Netze, d. h. innerstädtische Glasfasernetze, an den Standorten:
- Berlin
- Düsseldorf
- Hamburg
- Frankfurt am Main
- München

Weltweit betrieb das Unternehmen 125 Stadtnetze.

### Netzwerk
Level 3 betrieb ein großes Internet-Netzwerk in den USA, Südafrika, Westeuropa und in ausgewählten Städten in Asien. Das Unternehmen verwendete transatlantische Seekabel.
Das Unternehmen betrieb ein Content Delivery Network, welches im Jahr 2006 von Savvis übernommen wurde. Level 3 stellte Netflix Video und Apple Inc Musikinhalte über das Internet zur Verfügung.

### Verkaufsorganisation
Das Unternehmen vertrieb und verkaufte seine Dienstleistungen in Deutschland über die zwei direkten Vertriebskanäle Enterprise (Großkunden) und Wholesale (z. B. andere Telekommunikationsunternehmen, Content Provider, Internet Service Provider) sowie einen indirekten Vertriebskanal (über Partner und Wiederverkäufer).